# قرية ديري
قرية ديري (باللغة الكردية: دێرێ) هي قرية في محافظة دهوك في إقليم كردستان العراق، العراق. تقع في وادي سبنا في قضاء العمادية. ديري هي القرية الشقيقة لقرية كوماني.
في القرية، يوجد دير مار عبديشو.

## الأصل اللغوي
اسم القرية (بالسريانية: Dere) يعني "الأديرة" أو "المساكن"، وقد قيل إنه يشير إلى وجود أديرة مار عبديشو والقديس قرداغ.

## التاريخ
تأسس دير مار عبديشو في الكنيسة المشرقية في القرن الرابع الميلادي على تل يعرف باسم بشيش فوق القرية. خدمه 42 راهباً كانوا يسكنون في كهوف مجاورة. اقترح أنه كان مقر مطران عبديشو لكوما عام 1580. سجل كولوفون لعام 1586 أن الدير تعرض لأضرار جراء زلزال ثم تم ترميمه. كان الدير الوحيد في المنطقة المذكور في تقارير 1607 و1610 لكنه ربما تخلى عنه بحلول 1753، السنة التي منحت فيها الإدارة الديرية لبعثة دومينيكانية تحت قيادة فرانشيسكو تورّياني من حاكم العمادية. أعيد ترميم الدير من قبل الدومينيكان عام 1779.
زار المبشر الإنجليزي جورج برسي بادجر الدير عام 1843 ووجده مدمراً جزئياً، لكنه لاحظ ترميمه قبل زيارته الثانية عام 1850، وسجل أن القرية كانت مأهولة بـ 12-18 عائلة تخدمها كنيسة واحدة تابعة لأبرشية بروري في كنيسة المشرق. كما أكد بادجر أن الدير كان محل تقدير من قبل المسيحيين والمسلمين على حد سواء. في 1913، كانت دير واحدة من 13 قرية في وادي سبنا انضمت إلى الكنيسة الكلدانية الكاثوليكية. في عام 1938، سكنت القرية 425 آشوري في 45 عائلة بحسب تقرير عصبة الأمم.
سجل تعداد العراق لعام 1957 عدد سكان دير بـ 323 نسمة. في عام 1961، كان فيها 100 عائلة في 60 منزل، لكن بدأ السكان بالنزوح بسبب النزاع العراقي الكردي. دير مار عبديشو الذي دمرته غارة جوية عراقية في بداية الحرب العراقية الكردية الأولى عام 1961 وأُعيد بناؤه عام 1984، دُمر مع القرية عام 1987 خلال حملة الأنفال، مما أجبر 70 عائلة على الفرار. بعد نزوح الآشوريين، استولى الأكراد من ميرستاك والقرى المجاورة على أراضيهم.
أُعيد بناء دير مار عبديشو مرة أخرى عام 1995. وبحلول عام 2011، بنى اللجنة العليا لشؤون المسيحيين 13 منزلاً في ديري ووفرت مولد كهربائي. في 2012، كان عدد السكان حوالي 365 آشوريًا، منهم 250 تابعين لكنيسة المشرق الآشورية و115 كاثوليك كلدان. وحتى عام 2021، يقطن ديرê 12 آشوريًا في 3 عائلات.